# Saint-Just (Cantal)
Saint-Just é uma ex-comuna francesa na região administrativa de Auvérnia-Ródano-Alpes, no departamento de Cantal. Estendeu-se por uma área de 17,06 km². Em 2010 a comuna tinha 208 habitantes (densidade: 12,2 hab./km²).
Em 1 de janeiro de 2016 foi fundida com as comunas de Loubaresse, Faverolles e Saint-Marc para a criação da nova comuna de Val-d'Arcomie.